# الخطيئة (فلم)
الخطيئة هو فيلم مصري تم إنتاجه عام 1946، تأليف إبراهيم عمارة ويوسف جوهر، وإخراج إبراهيم عمارة وبطولة حسين رياض وروحية خالد وعباس فارس.

## فريق العمل
إخراج: إبراهيم عمارة
تأليف:
- يوسف جوهر
- إبراهيم عمارة

بطولة:
- حسين رياض
- روحية خالد
- عباس فارس
- نجمة إبراهيم
- عبد الوارث عسر
- زوزو شكيب
- محمد كامل
- غرام شيبا

## روابط خارجية
- مقالات تستعمل روابط فنية بلا صلة مع ويكي بيانات